# Desa Tenjolaya (administrativ by i Indonesien, lat -6,68, long 107,81)
Desa Tenjolaya är en administrativ by i Indonesien.   Den ligger i provinsen Jawa Barat, i den västra delen av landet, 120 km öster om huvudstaden Jakarta.